# Rotunosa indicanda
Rotunosa indicanda är en insektsart som först beskrevs av Walker 1858.  Rotunosa indicanda ingår i släktet Rotunosa och familjen Tropiduchidae. Inga underarter finns listade i Catalogue of Life.